# Deseos VIP
Deseos VIP (en hangul, 블랙의 신부; RR: Beullaeg-ui Sinbu; lit. Novia de negro; título inglés: Remarriage and Desires) es una serie de televisión surcoreana dirigida por Kim Jeong-min y protagonizada por Kim Hee-sun, Lee Hyun-wook, Jung Yoo-jin y Park Hoon. Se emitió desde el 15 de julio de 2022 por el canal JTBC, y también por la plataforma Netflix.

## Sinopsis
La serie trata sobre el deseo de algunas personas ambiciosas de mejorar su estatus social por medio del matrimonio. Una agencia matrimonial llamada Rex atiende a estas personas que desean formar parte de la clase alta por este procedimiento.

## Tema
La trama de la serie gira en torno al mundo de las agencias matrimoniales, llamadas en Corea «empresas de información matrimonial», que recopilan una gran cantidad de datos de sus clientes para buscarles una pareja afín. Se trata de un importante sector comercial en el país, donde en 2022 había 1121 empresas de este tipo, y una de las mayores de ellas contaba con más de treinta y cinco mil clientes registrados. Si en la serie uno de los personajes se inscribe pagando diez millones de wones, en la vida real la tarifa puede llegar hasta los cincuenta. Una de las escenas de la serie, la fiesta enmascarada, evoca un aspecto fundamental del sector, la importancia del secreto y la confidencialidad.

## Reparto

### Principal
- Kim Hee-sun como Seo Hye-seung, una mujer que lo perdió todo en un instante mientras vivía como ama de casa de clase media en Gangnam.[2][5]
- Lee Hyun-wook como Lee Hyeong-joo, director de una empresa de riesgo que creó él mismo. El candidato más codiciado en Rex como novio por su condición social, superó el fracaso de su primer matrimonio y está buscando una nueva pareja.[2][6]
- Jung Yoo-jin (Eugene Jung) como Jin Yoo-hee, una abogada del equipo legal de una gran corporación que hace todo lo posible para pertenecer a la clase alta.[2][7]
- Cha Ji-yeon como Choi Yoo-seon, la directora de Rex, la agencia matrimonial que cuenta con las mejores candidatas a esposas de Corea. Es también la madrastra de Seok-jin.[2]
- Park Hoon como Cha Seok-jin, un profesor que tiene un conflicto con Choi Yoo-seon por la enorme fortuna de su padre.[2][8]

### Secundario
- Lady Jane (Jeon Ji-hye) como locutora de televisión, que sueña con ascender de clase social a través de un espléndido matrimonio.[9]
- Kim Mi-kyung como la madre del protagonista Lee Hyeong-joo.[10]
- Park Sang-hoon como Lee Jun-ho, hijo de Lee Hyeong-joo.[11]
- Kim Sa-kwon como Joo Ho-chan, amigo de Lee Hyeong-joo.[12]
- Jang Gwang como el presidente Cha Yong-hwan, padre de Seok-jin y marido de Yoo-seon.
- Kim Yoon-seo.[13]
- Kim Seon-kyung como Ko Ae-ran, secretaria de la Casa Azul (palacio presidencial).[14]

#### Apariciones especiales
- Park Ji-hoon como cliente de Rex.[15]

## Producción
El 21 de julio de 2021 Netflix anunció en comunicado de prensa la producción de la serie y los nombres de su guionista, director y protagonistas junto con los rasgos principales de cada uno de sus personajes, y por último la supervisión de las compañías productoras Tiger Studio e Image9 Communications.
La lectura del guion se realizó el 6 de julio de 2021. El rodaje comenzó poco después pero debió interrumpirse porque Cha Ji-yeon dio positivo al Covid-19. La actriz se recuperó el 15 de julio y el rodaje se reanudó el 25 de ese mismo mes.
El 20 de enero de 2022 se publicaron las primeras imágenes de la serie. En la presentación de la misma, su director Kim Jung-min declaró que quería «mostrar que una historia que representa el deseo humano primordial es diferente si se hace en Netflix». Por otra parte, acerca del desarrollo de la trama declaró que «dado que es un trabajo que también se muestra a los espectadores en el extranjero, pensé que debería desarrollarse con un rápido sentido de la velocidad al estilo del drama estadounidense, en lugar de los elementos característicos que se muestran en el género».
Para la actriz protagonista Kim Hee-sun, «incluso si nuestras culturas son diferentes, todos tenemos deseos similares y anhelamos una vida mejor, por lo que creo que todo el mundo podrá disfrutar de la serie». Aunque la actriz evitó usar la palabra makjang (narración excesivamente melodramática con acontecimientos llevados al extremo), la describió como una de esas historias en las que los espectadores "maldicen a los personajes y aún así la ven"».

## Audiencia y crítica
La serie ocupó en su país el cuarto lugar en la categoría de programas de televisión coreanos de Netflix, y solo en nueve países, casi todos asiáticos, estuvo entre los diez primeros. Para Bang Jun-sik (Hankyung), a pesar de que «las interpretaciones de los actores son impecables», «el escenario novedoso de infidelidad y venganza se convirtió en un obstáculo para la inmersión en el drama»: para el público, «no parece como un drama de Netflix», donde entre las series que se emiten por las mismas fechas brillan otras más cómodas de ver, como Woo, una abogada extraordinaria.
Oh Myung-eon (Agencia de Noticias Yonhap) también señala que «las actuaciones de los actores fueron excelentes», pero que estaban lastradas en líneas de diálogos «anticuadas y artificiosas». Por otra parte, la trama no se desarrolla con fluidez «debido a la falta de explicación de la configuración de los personajes», con escenas y giros que resultan repentinos e inexplicados.
Para Lee Ji-an (Korea JoongAng Daily), «si bien contiene todos los factores dramáticos que conforman un verdadero makjang, Deseos VIP agrega un nuevo giro al género al establecer la trama en una agencia matrimonial, un telón de fondo que no se ha utilizado antes en K-dramas».

## Premios y nominaciones
| Año  | Premios                 | Categoría              | Candidato     | Resultado | Ref.          |
| ---- | ----------------------- | ---------------------- | ------------- | --------- | ------------- |
| 2022 | 13.º Korea Drama Awards | Mejor actor de reparto | Lee Hyun-wook | Nominado  | [ 21 ] [ 22 ] |